# レブス
『レブス』(REBUS)は、1998年3月26日に株式会社アトラスから発売されたPlayStation用シミュレーションゲーム。1999年2月4日にはベスト版が発売された。

## 概要
タイトルの「REBUS」は古代ローマ語で「組み合わせ、掛け合わせ」といった意味を持つ。プレイヤーは二人の主人公のうちどちらかを選び、それぞれのシナリオが交差する形で物語が進行していく。ストーリーはノベル形式になっており、発言の選択肢や地域間の移動などは無く、オートに任される。各18章、全36部で構成され、両方のシナリオを解明した後で初めて全ての事柄が理解できるよう趣向を凝らしている。キャラクターデザインには天野喜孝を起用している。
独自のシステムとして、文字と文字とを組み合わせるカルティアの概念がある。プレイヤーはこれを駆使して、武器やクリーチャーを生み出すことができる。戦闘はターン制で進行し、敵を殲滅すればクリアとなる。アトラスは新感覚RPGと謳っているが、実際の流れはシミュレーション以外の何者でもない。法術による地形の変化などが行えるが、あくまでオーソドックスな作りに仕上がっている。
本作は立体的な音響効果を施し、イヤホンでのプレイを推奨している。スタッフの一人が出来る限りで最善を尽くしたと自負するように、他の事柄でも目に見える範囲では快適な環境を用意している。

## ストーリー
カルティアによって万物を栄えさせた世界・レブス。永らく安寧を続けているこの大地の影で、不穏とした気配が世界を包み込もうとしていた。やがて自由騎士のトキサと神官戦士のラクリマは、想像だにしない大きな戦いへと身を投じる事になる。
トキサ編
トキサは国の自警団の属する騎士。ある日、盗賊らしき集団から少女を助けるが、少女は自分の身元などを一切話さない。少女が異世界の種族の末裔だとわかったとき、カルティアの力を独占しようとする反乱組織、ゲストが少女を連れ去ってしまう。少女を助けるためにトキサはゲストに立ち向かうことになる。
ラクリマ編
幼くして両親を亡くし、司祭長に育てられた神宮戦士の少女ラクリマ。カルティアを守るためにゲストに命を奪われた父の遺志を継ぎ、彼女もまたカルティアを守る。ある時、日が経つにつれて巨大化するゲストの戦力を不審に思い、ゲスト本部に乗り込むと、そこには死んだ筈の父親と推定される人物が目に入る。

## 登場人物

### トキサと仲間達
トキサ＝クラシコ
主人公の一人。商人の息子として生を受けたが、英雄の存在に強い憧れを抱き、18歳で騎士となる。遠縁のシノン伯爵家に厄介になりながら自由騎士として活動を続けていた所へ、ドルイド僧のモナと出会い彼女に剣を捧げる事を誓う。その忠誠心の出所が、実は恋愛感情から来ている事を自覚するとモナへの思いが一層強まり、彼女を狙う反乱軍を討伐するべく闘うようになる。
明るく元気で無邪気さも残る少年。進む事しか知らない単純な思考に自警団は思いがけず助けられた事が多い。剣の腕は勿論、騎士でありながら法術や幻獣想造もこなせる万能型、その溢れる才覚はリムザンやクーンと言った古い性質の騎士達にカルティア時代の到来を告げている。
モナ＝サラディアート
サンと同じ境遇にありながら、人間達を信じようとする心優しい少女。シノン伯爵家で出会ったトキサ達の温もりに触れ、暴走を続ける兄の事を説得しようと考えるようになる。途中、アクエルドの要塞内で出会ったラクリマ（善なる人）に母から譲り受けた無のオリジナルを渡す。最終的には愛しい兄弟であるサンへは分身を置き、愛するトキサの元へ駆け寄ると言った大胆な行動を見せた。
イル＝ヴィーニャ＝アラーナ
南国サランドラ生まれの踊り子。18歳。貧困な家庭環境から飛び出し、長旅を経てカイナスの町へやって来た。後に自警団に所属し、現在はバーでのバイトを兼業しながら生活を送る。明るくて頼りになる女性として自警団員の皆からもムードメーカーのように慕われている一方で、友人のラクリマに強い対抗意識を持ち、英雄の娘として優遇される事に激しく嫉妬している。しかし、笑顔を持って接してくれるラクリマの前では、それを打ち明けられずにいる。
ある事件をきっかけに、将来を有望視される騎士・アッサムから求婚を受け、突然の事態に最初は困惑していたが、時間が経つにつれ彼に心を惹かれるようになる。
デュラン＝ブーケ
自警団に属する20歳の神官戦士。真面目で実直な性格で、トロイからは堅物と呼ばれている。ミスティの過去に触れ、彼女の置かれている不幸な境遇から救いたいと思うようになる。やがて法衣を捨てる覚悟を持って情熱的に愛するようになる。
アクエルド要塞における戦いでサンの法術からミスティを庇い深手を負い、戦線を離脱した。
ミスティ＝ルージュ
元はアクエルドの参謀補佐。19歳。妹が自分を破滅へ追い込もうとしていた事が分かり、猜疑心に苛まれていたが、トキサ達の歓迎を受けて自警団員として活動するようになる。
当初は自警団の事を完全には信用しておらずアクエルドへの復帰も考慮していたが、デュランの真摯な対応と熱い愛情を受け改心する。元盗賊と言う負い目からか、戦いでは人一倍頑張ろうと健気に努力を続ける。
ポーシャ＝サンタムール
両親に無理やり自警団に入れられてしまった巫女。戦闘能力は限りなく低く、自分を守ってくれるラクリマがいないと不安で堪らなくなってしまう内気な性格。次第に自己嫌悪に陥り、いつしか弱い自分を変えたいと思うようになる。
そして、アラーナの助言を借りて伸ばしていた長髪を切ると、自己暗示も手伝ってか、意識が前向きに働くようになる。終盤では重傷を負ったデュランの手術を務め上げ、この頃には以前の気弱な面影は完全に消え失せ見違えるような成長を遂げている。後にデュランの代わりに神官戦士として戦う事を決意する。
全キャラクター中唯一、3回強化されるイベントがある（髪を切った時、古都での戦い、デュランの手術）。
カリス＝ミア＝カヴァリアーレ
アクエルドに潜入捜査をしていた異端審問官。ラグルゼットの愛人として接近し、参謀補佐の地位を得る。やがて組織の中に出来た僅かな歪みを見つけると、これを好機としトキサ達と共に反乱軍の殲滅に表立って行動を開始する。同じく審問官であるバクステールとは顔見知り。
異端審問官ではあるが幻獣が苦手なため幻獣想造は出来ない。

### ラクリマと仲間達
ラクリマ＝クリスティ
主人公の一人。神官戦士として誰よりも信仰心の厚い女性。英雄カイナスの娘として人々から聖女のように敬われており、彼女もその事を少なからず意識して気丈に振舞うが、時としてそのプレッシャーに押しつぶされそうになる事も。才女と言われているが中身は普通の女の子と変わりなく、その事を理解してくれている自警団員達との暮らしには安息を覚える。
法を犯す異端者達の事を激しく軽蔑していたが、戦いを続けるうちに自らも「生」の想造を受けた異端者である事が分かる。この事に強い衝撃を覚えたラクリマは異端審問官としての任命を受け入れ、オリジナルで父親を倒そうと自らに使命を課したが、仲間達に支えられて最終的には父親との和解を得る。
異端として生を受けた事で「無」のオリジナルをテクストも無しに解読できるようになっており、ベルトシュメルツがエデンの「地」を想造した際には躊躇いを見せずに自ら犠牲となった。だが後に現れたカイナスが「人」を使ってラクリマを呼び戻した事で、再びレブスの世界へ舞い戻る事になる。ラクリマは心の中で感謝を表し、未来へと歩を突き進む。
クーン＝ヴァイン
騎士の叙任式を行うべくクロスランドの自警団までやって来た騎士見習い。ラクリマの芯の強さに惚れ、彼女を支えられる存在になるべく努力に励む。恋敵であるバクステールの事はライバル視していたが、バクステールはラクリマの事をクーンに任せ姿を消す。クーンは旅の間中ラクリマの事を支え続け、最後にはその好意が実りを結んだ。
剣術の腕前に絶対の自信を持っていたが、練習試合でトキサに敗れたことでカルティアの勉強にも励むようになる。異性の前では変に気取ろうとしていたが、ラクリマへの思いで心が満たされてからは邪念が一切なくなった。
トロイ＝リースリング
上級法術士の資格を取得している天才法術士。自警団に所属する理由は文法士の取得を得る為。カルティア研究に情熱を燃やし、未知のテクストを解読する事に生甲斐を覚える。非合法に取得したテクストのスケッチを所有していたが、バクステールによってそれがオリジナルテクスト（後に人のテクスト）だと判明すると異端になる事を恐れ研究を中断する。他人の事には好き勝手を言う癖に、自分の事になると殊更慎重になる用心深い性格である。
非常に合理的な考え方をし、物事への疑問には常に最短の答えを述べる。物の言い方が他人の心証を考慮しない事が多い為、冷たい人間だと思われがちだが、表面上だけである。その発言の内容は常に皮肉を盛り込んでおり、相手をからかう事が非常に好きである。本人も嫌味な性格だと自覚している捻くれ者。
エレ＝ラモネラ＝シノン
シノン伯爵の娘。長い間、領地で箱庭的な生活を送っていた為か、外界での生活や自由という物に強い憧れを抱くようになる。そのため冒険家であったバクステールには好意的な印象を持っている。高飛車で後先考えず行動する困った性格で、盗賊団を壊滅させる作戦に黙ってついて来た事でラクリマに叱られる事もあった。
当初は世間知らずのお嬢様の道楽と言った形で参戦していたが、バクステールやリムザンの気紛れによって自警団に迎えられる。次第に戦いが激化するとパーティに取って無くてはならない存在へとなっていく。トロイに劣らず口が悪く、彼女達の口喧嘩は壮絶。
バクステール＝ベイ
自称冒険家の異端審問官。過去には自警団員であり、神官戦士でもあった。
かつては恋人同士であったラクリマとは気まずい関係にある。原因は彼女を守る為に、神職者でありながら幻獣を想造した事にある。異端を忌み嫌うラクリマにとって彼の起こした行動は神への許されざる冒涜であり、事態は修復を見ないまま、バクステールが突如として消息を経った事で忘れさられていった。大切な彼女を置き去りにした理由は異端審問官としての任務を全うする為。後にラクリマと再会を果たし復縁を求めるようになるが、正義感の強い性格が禍し最終的には任務を優先してしまう。
最後には死のオリジナルを使ってサンを打倒しようとするが、対象が分身である事を見抜けなかった為失敗に終わる。オリジナルの効果によりエデンに移送されてからは、カルティアにおける資源問題を目の当りにし、カイナスと共に事態の解決に動きだす。愛称はバク。
レゼルバ＝リムザン
クロスランドの騎士団長と自警団の団長を勤め上げる優秀な騎士。カイナスと共に自警団を興す。ノルディアの反乱軍討伐のため北方へ遠征していたが、サンの悪魔染みた強さの前に敗北。長い間、消息不明とされていたが想造されたエデンの大地で幻獣を相手に戦っていた所をラクリマ達に助けられる。
当初は幻獣想造も行うなど柔軟に戦って見せたが、やがて自分の限界を悟り、剣術一本で戦うようになる。

### 反乱軍
サン＝サラディアート
アクエルドの頭首。人間とエルフの間に生まれた混血児。人間から迫害を受け続けた事で、自分が世界から受け容れられない存在だと悟ると、やがて独裁的な思想を抱くようになる。そして自ら（ハーフエルフ）が君臨する新世界を作るべく、レブスとエデンの大陸融合を目論む。口にするだけで法術を唱える事が出来る強大な魔力を持ち、加えてカルティアも併用する。（レブスとエデンの両者がそれぞれ禁忌とした強大な力を、同時に操る事ができるのは、誰が見ても脅威であった。）
更にエルフの魔術によって如何なる攻撃にも屈しない不死身の体と、それらを何体にも分裂させる能力を備えていたが、最終決戦ではモナの魔力により特殊能力を封じられ、トキサ達の前に敗れた。
ラグルゼット＝デア＝ザール
過激派文法士として父親の遺志を継ぎエデン想造を目論むアクエルドの総司令。エデン想造に対して執着はあったが明確な動機は無かった為、イドラスに堕ちたエデンを見て「この素晴しい世界が崩壊していく」と自らが犯した愚行を悔やんだ。
東方異端戦争におけるエデンの出現でエルフの女性と出会い、双子の子供をもうける。（後のモナとサンに当たる。）息子の方は頭首として招き入れたが、有り余る魔力の強大さに手を焼くようになり放任状態にある。サン自身もラグルゼットの事を父と呼ぶ事は無く、自分がハーフエルフとなった「要因」と呼んでいる。一方、サンの母親に対しての愛情は消えず、裏で様々な手回しをして彼なりに助けようとしていたが結局は死別してしまう。
カイナスとは古くから敵対関係にあったが、シエルを通じて同胞に引き込む事に成功。配下と言うよりは協力者として参謀の地位に置き、共に活動を続けたが、最後には改心したカイナスの手により敗れ去る。
アスティ＝ルージュ
アクエルドの参謀補佐。由緒正しき貴族の令嬢であったが、異端戦争に巻き込まれ没落。命を救われたバンドールの養子となり、姉と共にアクエルドの参謀補佐を勤めるようになる。不治の病を患い余命が半年の命だと分かると、かねてより好意を寄せていたバンドールへの独占欲が強くなり姉を陥れる事を画策する。
後のエデン想造により、深手を負っていた所に姉との再会を果たす。ミスティ達から傷の手当てを受けるようクローズにも説得されるが、プライドの高い性格がそれを許さなかった。半ば自暴自棄に陥っていたが、最後にはクローズに励まされ、生きる希望を微かに見出せるようになった。
クローズ＝エルミタージュ
文法士としても活動を続ける策士。自分の高い戦闘能力がどこまで通用するのか、それを試す為に組織に属している。戦いに小細工は使わず、真っ向勝負を挑む。アクエルド要塞ではカリスが異端審問官側のスパイであった事を認めても正々堂々と戦いを挑み、トキサ達に敗れた時も敗北を素直に認めた。同じくアクエルドの参謀補佐であったアスティとは、行動を共にする事で好意を寄せるようになる。後にエデン落下の際にダメージを受けた身体でトキサ達と戦うも敗北。その後、トキサ達を先に進ませ、アスティに「君の病を治すカルティアを俺が見つけてみせる」と告白して迫りくる幻獣相手に戦いを挑み、消息不明となる。
ベルトシュメルツ
法王庁枢機卿。法王に次ぐ権力を持つ。神の存在を確かめると言う知識欲と自らの半生を捧げたその存在の疑問視と恐怖心からエデンに興味を持つ。ラグルゼットに荷担するが、腹の中では信用しておらずアクエルドを異端者として侮蔑している。もっともこれはラグルゼットの方も同様であり、あくまで利害関係が一致しただけの仮初の同盟である。法王庁に天のカルティアを補完しており、実質的な所有権を握る。
当初は「神の存在を確かめる」と語っているが、終盤では「神の声を聞いた」と発言しており、これが真実か彼の妄想なのかは定かではない。カルティアを使った能力の高さは無論、その長身から放たれる剣術には並みの騎士では敵わない。結局は自警団達の活躍によって計画が失敗に終わると、苦し紛れにエデンの地を想造。「世の中を浄化する」と言い残し息絶えた。
バンドール（カイナス＝クリスティ）
最高の神官戦士として知られる英雄。自警団の拠点がある町の名前にもなっている。生と死のオリジナルの移送中に盗賊の襲撃にあい、自らを殉職した事にし表舞台から姿を消す。
ラクリマを助ける為に犠牲となったシエルの死去を嘆き哀しみ、人のオリジナルを使って妻の想造を目論む。アクエルドの参謀として暗躍を続けたが、戦いの中で自分にとって本当に大切な物が何であったか、どう生きるべきであったか、その答えを見出すに至る。エデンの地の想造を打ち消す為に無のオリジナルを使ったラクリマへ、人のオリジナルを使いエデンに召された。
ザクロ
イドラスの文法士。25歳。文法院にあるテクストの簒奪を目論んだがラクリマによって事態が暴かれ捕縛、計画を邪魔された事で自警団に強い復讐心を持つようになる。後にクローズによって釈放され、アクエルド幹部の地位と引換に様々な任務を遂行する。表情が顔に出やすい激情型な性格の為、ちょっとした事で戦局の判断を見誤る事が多い。人生に対しては悲観的に考えていて、悪事を働く事や自身が落魄れた事も運が悪かった程度にしか思っていない。最後の戦いではベルトシュメルツの副官として参戦するが、単純にアクエルド側の人員が戦死・寝返り・改心などで減少したため「運良く」その地位を得たにすぎない。

### その他の登場人物
シノン伯爵
クロスランドとイドラスの国境間に位置する広大な領地を治める伯爵。領主としては誠実だが、子供であるエレに対しては過保護気味に接している。
エイル＝シニアン
両親の死後、ラクリマを養子として育てた司祭長。我が子のように可愛がっていたラクリマが異端審問官の候補に選ばれた事には動揺を隠せずにいた。クリスティ家に起こった事件、カイナスが異端審問官である事を知る数少ない人物。
シエル＝クリスティ
ラクリマの母親。ラグルゼットから受け取った命のコピーテクストで死亡したラクリマを非合法に生還させる。娘の為ならばと、最後にはカイナスが持ち出した生のオリジナルを使用しその効果と引き換えにこの世を去る。表向きにはラクリマの不治の病が感染し、天に召されたとされるが実際に起こりえた奇跡の内容は、子を思う母が異端に身を落としてまで命を救った背徳行為であり、のちのラクリマの苦悩を呼び起こす引き金となった。
アッサム
古都パレスに住む騎士。戦いで重傷を負い、生死を彷徨う危険な状態だったが自警団員の手術により一命を取り留める。その時に懸命に励ましてくれたアラーナに一目惚れし、「病床の母親が死ぬ前にひと目息子が結婚した姿を見せてやりたい」と言う親孝行な考えから彼女に求婚を迫るようになる。敵国イドラスに堕ちたエデンでの戦いの際には、負傷した敵兵を幻獣から守ろうとしていた所をラクリマ達に救われている。後に彼が生きていたという知らせはラクリマからトキサ達に伝えられた。
エルフの長老
エデンに暮らすエルフ族の長、大陸ごとレブスに想造される。想造者であるサンに魔力を封じられ、危機的状況に陥っていたがトキサ達に協力する事でサンを倒す事に成功する。その時にトキサ達と交わした約束を守り、レブスに起きたエデンの事象や住人達を全て転送させる。エデンに飛ばされたシエルとは知り合いであった。
カンヤム
イドラスの騎士。同国人であるトキサと対峙した時には彼の事を心中でなじるが、剣を交える事はなかった。後にラクリマ達の元に瀕死の状態で現れ、イドラスの地方都市を単身守るアッサムの事を伝え息絶える。

## 用語
オリジナル
限られたテクストを使用できるカルティア。エルフの血と骨によってのみ作り出され、文法士達によるエルフ惨殺の要因ともなった。使用者は命を落とすと言われていたが、実際にはエデンへその身を転送される。形状が通常のカルティアとは異なる。
「天」はエデンの天を想造。ペンタグラム大聖堂に補完、ベルトシュメルツの管理下にある。
「地」はエデンの大地を想造。サンとベルトシュメルツがそれぞれ使用。枢機卿の物はサンの左腕を切り取って作られた。
「人」はイメージした人間を想造。カイナスが求め、使用したオリジナル。テクストはトロイの所持していたコピーと、エデンで見つかった原版を足して作られた。
「生」は対象の命を蘇らせる。シエルがラクリマに使用した事で消滅。文法院にある物は複製品。
「死」は対象の命を奪う。バクステールがサンに放つ。トキサが使用した物は複製品。
「無」はカルティアで想造された全ての事象をかき消す。モナからラクリマへと手渡される。
カルティア
法術を可能とする媒介。世界樹と呼ばれる神秘的な樹木から、僅かに生産されていたが、異端者達の手により幻獣達からシルクやミスリルと言った増産可能な代用品が作られると一気に一般家庭にまで流通するようになる。インタビューの中では"掛け合わせ"という言葉が使われているが『女神転生シリーズ』の悪魔合体システムを意識した発想ではない。
幻獣
カルティアによって想造する怪物。もっともポピュラーなものは体毛がシルクの原料にもなっているキャウ。
戦闘の際には一般体コモン（グー）、金属体ドール（チョキ）、精神体シャドウ（パー）と言ったジャンケンのような相性を持つ。
レブス世界では想造者の従者のように服従するが、想像者の力を幻獣が上回る場合は、その支配から解かれ野生化してしまう。（野生化した幻獣達をレブスでは「暴走幻獣」と呼ぶ）自警団はこの暴走幻獣達の後始末をする事もある。
想造
カルティアを使って万物を作り出す事。本人のイメージによって作り出される為、知らない物や見た事の無い物は想造する事が出来ない。料理などを想造する場合は、同じ料理でも使用者の味覚やイメージによって味が全く異なる場合がある。
想造される物は、本人の意識によって左右され、精神状態が不安定な時にはテクストの組み合わせが合っていても想造に失敗することが多い。（この場合は本人の意図しない不確かな物が想造される。）
概念的には一から生産するものだとされていたが、事実は大きく異なる。実際はエデンの物質をレブスに転送させる手段の一つであり、将来的には偏った転送によるエデンの資源枯渇。加えて想造に頼り切ったレブス世界の崩壊と言う危機を招いている。
東方異端戦争
20年前に起きた紛争。歴史上は国家間での戦争として片付けられているが、実は過激派文法士によるエデンの想造とその被害が広まった大事件。ラグルゼットの父親が焦って、天を待たずして地を想造した事が発端となる。この頃からベルトシュメルツやラグルゼットも計画に参加しており、彼らにとっては20年ぶりのエデン想造の機会が巡った事となる。
ドルイド僧
世界樹を育成できる能力を持つ特殊な僧侶の事。その血縁にのみ能力は受け継がれる為、レブスにも僅かしか存在しない。その正体は何らかの理由でレブスにやって来たエルフ達。
テクスト
カルティアに置ける想造に置いての呪文のようなもの、神代文字とも呼ばれる。水を飲みたいのであれば、カルティアに「水」と刻む。
更に、意味の繋がる文字と文字とを組み合わせる事で効力を増加する事が出来る。例えば「流」れる「水」と書けば相手を水圧で押し流す攻撃型の法術「流水」へと変化する。また「強」などの副テクストを組み足す事で、法術の威力を増大させることも出来る。このように文字テクストを組み合わせる事を「文法テクスト」と呼ぶ。
パレス
上級貴族達が住んでいる都。優雅な楽園のように噂されるが、一般市民には縁遠い場所である。空中に浮いている都市を鎖で縛り付けると言う幻想的な外観を持つ。
反乱軍
エデン想造を目論む異端者集団アクエルドに加え、王国復興を目論むイドラス王国と禁忌のカルティアを欲する文法士の過激派集団、そして盗賊団が合わさった異端者達の軍隊。レブスの各地に拠点を構えて活動を続けていた。
しかし自警団員の活躍により、ある者は戦死し、ある者は自警団側に寝返ったりしたことで弱体化し壊滅する。
文法院
レブスの発展はカルティアによる物だと核心している法術士達の組織。中にはカルティア研究に精を出す余りに異端へと身を落とす過激派集団もいる。
法王庁
神を敬い、法と秩序を重んじる神職者達の教団連。幻獣の使用を全面的に禁止するなど保守的な対応を取る一方で、異端審問官と呼ばれる自らの命を厭わない正義の番人達による異端者達の弾圧なども行う。
なお異端審問官は異端を裁く為「異端」の行為である幻獣想造も認められている、ある意味「毒をもって毒を制す」という言葉そのものの存在でもある。
レブス
ゲーム中では世界を意味する。5つの大陸が陸伝いに隣接している。実はエデンから追放された罪人達の大陸と言う設定があり、エデンの住人達は彼らを異端としている。

## 評価
GameSpotはプレゼンテーション、音楽、ゲームプレイ中に使えるオプションの数を賞賛、一本道で戦闘がやや単調であるとして7.7/10のスコアを与えた。
電撃PlayStationDPSソフトレビューでは55、65の120点。レビュアーは世界観やストーリーが面白く天野デザインのキャラクターが味を出しているとしたが、システムは分かり難くて面倒、カルティア自体はいいがそれに頼り過ぎていて誰でも使える戦闘は何でもアリ状態でユニットが無個性で楽しさ半減、属性の相性や地形の高低差が分からないことや移動しないと行動コマンドが出ないなど戦闘に影響する部分はほとんど練り込み不足でつまらない、雰囲気は良かったがシステムに問題ばかりで残念だとした。

## 関連商品
CD
- レブス-オリジナルサウンドトラック＆クラシカルアレンジ-

キングレコードから発売された2枚組のアルバム。ジャケットは天野喜孝書下ろしである他、楽曲のアレンジをふんだんに盛り込んだ豪華版
攻略本
- レブス公式ガイドブック（アトラス出版）

ストーリーと攻略の両方を最後まで解説する。初版で人気投票の途中経過を行い、以降の増刷で結果を公表した。著者はJKVoice。
- レブス公式設定資料集（アトラス出版）

序盤についての攻略と設定の補足をした本。著者はJKVoice。
コミック
- レブス（エニックス（現スクウェア・エニックス）出版）

月刊Gファンタジー連載、全2巻。著者は岩佐あきらこ。
小説
- レブス-神に見捨てられた聖女-（アスキー出版）

設定に若干の相違がある。主人公はラクリマ。著者は是方那穂子。